# Aleurocanthus brevispinosus
Aleurocanthus brevispinosus là một loài côn trùng cánh nửa trong họ Aleyrodidae, phân họ Aleyrodinae.
Aleurocanthus brevispinosus được Dumbleton miêu tả khoa học đầu tiên năm 1961.